# Jeff Olson
Jeffrey Allen „Jeff“ Olsen (* 16. Januar 1966 in Missoula, Montana) ist ein ehemaliger US-amerikanischer Skirennläufer. Er war auf die schnellen Disziplinen Abfahrt und Super-G spezialisiert und nahm zweimal an Olympischen Winterspielen teil.

## Biografie

### Sportliche Laufbahn
Jeff Olson stammt aus Bozeman, Montana, und wuchs als Sohn zweier Lehrer auf. Über seinen Vater, der an der Montana State University University unterrichtete, erhielt er ein Stipendium für eine Skischule und begann außerhalb des Staates eine Karriere als Rennläufer.
Olson wurde 1985 in die US-Nationalmannschaft aufgenommen und bestritt alsbald seine ersten Rennen im Weltcup. Ende Februar 1987 konnte er sich mit Platz 14 in der Abfahrt von Furano erstmals in den Punkterängen klassieren. Im Januar 1988 gelang ihm mit Rang elf in der Abfahrt von Leukerbad sein bestes Weltcup-Resultat, das er am Ende der Saison in der Kombination von Åre egalisieren konnte. Anfang Februar gewann er in Crested Butte seinen ersten von drei US-Meistertiteln in der Abfahrt und qualifizierte sich damit für die Olympischen Spiele in Calgary. Dort belegte er die Ränge 24 und 28 in Super-G und Abfahrt. Mit zwei weiteren guten Platzierungen, darunter Rang 14 in der prestigeträchtigen Hahnenkammabfahrt in Kitzbühel, qualifizierte er sich auch für die Weltmeisterschaften 1989 in Vail, bei der ein 15. Rang in der Abfahrt sein bestes Ergebnis blieb.
Im Januar 1990 zog er sich in Kitzbühel einen Schlüsselbeinbruch zu und musste für den Rest der Saison aussetzen. Bei den Panamerikanischen Winterspielen in Las Leñas setzte er sich gegen sämtliche Technikspezialisten durch und gewann die Goldmedaille im Riesenslalom, nachdem er in seinen Paradedisziplinen unter seinen Möglichkeiten geblieben war. Im Weltcup konnte er erst wieder in der Saison 1991/92 an frühere Ergebnisse anknüpfen. Der Gewinn seines dritten Staatsmeistertitels sicherte ihm die Teilnahme an seinen zweiten Olympischen Spielen in Albertville, wo ihm mit Rang 13 im Super-G sein bestes Resultat bei einem Großereignis glückte. In der Kombination schied er wie vier Jahre zuvor aus. Danach verschlechterten sich seine Ergebnisse und Olson fand sich nur noch vereinzelt in den Punkterängen wieder. Sein letztes Weltcup-Rennen bestritt er im Januar 1994, ein hartnäckiges, durch Übertraining verursachtes Patellaspitzensyndrom verhinderte jedoch ein drittes Antreten bei Olympischen Spielen und setzte seiner Karriere schließlich ein Ende.

### Weitere Karriere
Jeff Olson studierte Finanzen und wirkte danach an der Wall Street und auf dem Technologiesektor. 2000 gründete er ein Unternehmen im Bereich Medizin, Gesundheit und menschliche Leistung, das sich auf Ernährungsfragen spezialisierte. Er ist Mitbegründer der Metro Denver Health and Wellness Commission und der zyOzy Foundation, einer Organisation im Bereich Corporate Social Responsibility. Daneben fungiert er als Aufsichtsrat in verschiedenen teils gemeinnützigen Organisationen und Vizepräsident der Colorado Olympian and Paralympian Association. Er hält TED Talks und war aktiv an der Bewerbung Denvers für die Olympischen Winterspiele 2022 beteiligt.
Olson ist verheiratet und Vater von drei Töchtern. Er lebt mit seiner Familie in Denver.

## Erfolge

### Olympische Spiele
- Calgary 1988: 24. Super-G, 28. Abfahrt
- Albertville 1992: 13. Super-G

### Weltmeisterschaften
- Vail/Beaver Creek 1989: 15. Abfahrt, 26. Kombination, 42. Super-G
- Morioka 1993: 21. Abfahrt

### Weltcup
- 8 Platzierungen unter den besten 15

### Weltcupwertungen
| Saison  | Gesamt | Gesamt | Abfahrt | Abfahrt | Super-G | Super-G | Kombination | Kombination |
| Saison  | Platz  | Punkte | Platz   | Punkte  | Platz   | Punkte  | Platz       | Punkte      |
| ------- | ------ | ------ | ------- | ------- | ------- | ------- | ----------- | ----------- |
| 1986/87 | 95.    | 2      | 36.     | 2       | –       | –       | –           | –           |
| 1987/88 | 79.    | 10     | 40.     | 5       | –       | –       | 18.         | 5           |
| 1988/89 | 76.    | 6      | –       | –       | –       | –       | 20.         | 6           |
| 1989/90 | 102.   | 2      | –       | –       | –       | –       | 21.         | 2           |
| 1991/92 | 65.    | 95     | 48.     | 17      | 34.     | 48      | 24.         | 30          |
| 1992/93 | 109.   | 27     | 43.     | 26      | 64.     | 1       | –           | –           |
| 1993/94 | 120.   | 14     | 50.     | 14      | –       | –       | –           | –           |

### Weitere Erfolge
- 3 US-amerikanische Meistertitel (Abfahrt 1988, 1992)
- Panamerikanische Winterspiele 1990: Gold im Riesenslalom
- 1 Sieg im Europacup[4]